# 钇
釔，是一種化學元素，其化學符號为Y，原子序數为39，原子量為88.905838 u。釔是銀白色的過渡金屬，性質與鑭系元素相近，一般一同歸入稀土金屬，屬於重稀土的一員。釔在自然中並不以游離態存在，而是和鑭系元素共同伴生於稀土礦物中，是地殼豐度最高的重稀土元素。89Y是釔元素的唯一一種穩定同位素和天然同位素。
1787年，卡爾·阿克塞爾·阿列紐斯在瑞典伊特比附近發現了一種新的礦石，即硅鈹釔礦，並根據發現地村落的名稱將它命名為「Ytterbite」。約翰·加多林在1789年於阿列紐斯的礦物樣本中，發現了氧化釔。安德斯·古斯塔夫·埃克貝格把這一氧化物命名為「Yttria」。弗里德里希·維勒在1828年首次分離出釔的單質。
釔的最大用途在於磷光體的生產，特別是紅色LED和電視機陰極射線管（CRT）顯示屏的紅色磷光體。釔元素也被用於激光器、電極、陶瓷電解質、電子濾波器和超導體中，也有多項醫學和材料科學上的應用。釔在生物體中沒有已知的生理作用，人類吸入釔化合物可能導致肺病。

## 性質
釔是一種質軟、帶光澤的銀白色金屬，在元素週期表中屬於3族，是第五週期的首個d區元素。根據週期表的趨勢，它的電負性比同族的較輕元素鈧和同週期的下一個元素鋯都要低。然而，由於鑭系收縮現象的影響，釔的電負性也低於較重的同族元素鑥。
成塊的純釔在空氣中會在表面形成保護性氧化層（Y
2O
3），這種“鈍化”過程使它相對穩定。在水蒸氣中加熱至750 °C時，保護層的厚度可達10微米。不過釔粉末在空氣中很不穩定，其金屬屑在400 °C以上的空氣中即可燃燒。釔金屬在氮氣中加熱至1000 °C後會形成氮化釔（YN）。
{\displaystyle {\ce {4 Y + 3 O^2 -> 2 Y2O3}}}
{\displaystyle {\ce {2 Y + N2 -> 2 YN}}}

### 與鑭系元素的相似性
釔元素的性質和鑭系元素十分相似，所以一直以來都與它們一起被歸為稀土元素。自然中的釔一定與鑭系元素共同出現在稀土礦物中。
比起上方的鈧，釔在化學屬性上更接近鑭系元素，尤其是鋱、鏑、鈥、鉺等重鑭系元素。如果以物理屬性對原子序數作圖，則釔的物理性質根據趨勢將落在原子序64.5和67.5之間，即位於鑭系元素釓～鉺之間。
釔的反應級數一般也落在這個區間之內，其化學反應活性與鋱和鏑相近。釔的離子半徑與屬於「釔族」的重鑭系元素幾乎相同，所以它們的離子在溶液中的屬性十分接近。雖然所有鑭系元素在元素週期表中都位於釔下方的一行，但釔在多方面卻都表現出與它們極為相似的性質，這是由於鑭系收縮現象，造成Y3+的離子半徑落在鑭系元素序列的Er3+附近所致。
釔和鑭系元素間最大的差異在於，釔幾乎只會形成+3價的離子及化合物，但鑭系元素中大約半數都可以形成+2或+4等可變價態。此外，釔的密度也顯著低於所有鑭系元素。

### 化合物及反應
釔可以形成各種無機化合物，氧化態一般為+3，其中釔原子失去其3顆價電子。例如白色、固態的氧化釔(III)（Y
2O
3）就是一種六配位的三價釔化合物。
釔可以形成不溶於水的氟化物、氫氧化物和草酸鹽，以及可溶於水的溴化物、氯化物、碘化物、硝酸鹽和硫酸鹽。Y3+離子在溶液中無色，因為它的d和f電子殼層中缺乏電子。
釔及其化合物會和水產生反應，形成Y
2O
3。濃硝酸和氫氟酸不會對釔產生快速侵蝕，但其他的強酸則可以快速侵蝕釔，产生钇盐。
在200 °C以上溫度，釔可以和各種鹵素形成三鹵化物，如三氟化釔（YF
3）、三氯化釔（YCl
3）和三溴化釔（YBr
3）。碳、磷、硒、矽和硫在高溫下也都可以和釔形成二元化合物。
釔的有機化合物中都含有碳﹣釔鍵，其中一些化合物中的釔呈0氧化態。（科學家在氯化釔熔體中曾觀測到+2態，以及在釔氧原子簇中觀測到+1態。）有機釔化合物可以催化某些三聚反應。這些化合物的合成過程都從YCl
3開始，而YCl
3則是經Y
2O
3與濃盐酸和氯化銨進行反應所得。
哈普托數指中心原子對於周邊配位體原子的配位數，符號為η。科學家首次在釔配合物中發現碳硼烷配位體能以η7哈普托數與d0金屬中心原子進行配位。石墨層間化合物石墨-Y和石墨-Y
2O
3在氣化後會產生內嵌富勒烯，例如Y@C82。電子自旋共振研究顯示，這種富勒烯是由Y3+和(C82)3−離子對所組成的。Y3C、Y2C和YC2等碳化物在水解後會形成烴。

### 核合成及同位素
太陽系中的釔元素是在恒星核合成過程中產生的，大部份經S-過程（約72%），其餘的經R-過程（約28%）。在R-過程中，輕元素在超新星爆炸中進行快中子捕獲；而在S-過程中，輕元素在紅巨星脈動時，在星體內部進行慢中子捕獲。

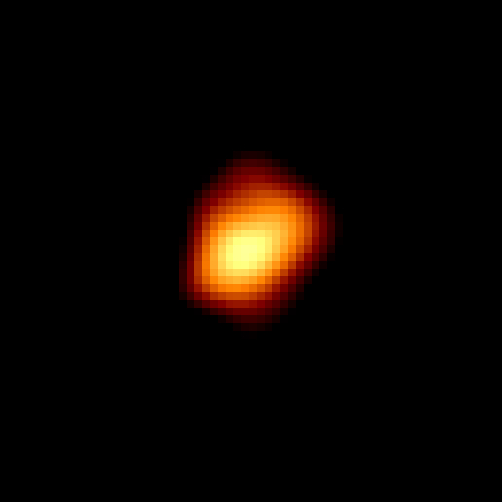
太陽系中大部份的釔都是在紅巨星內部形成的，例如圖中的蒭藁增二。

在核爆炸和核反應爐中，釔同位素是鈾裂變過程中的一大產物。在核廢料的處理上，最重要的釔同位素為91Y和90Y，半衰期分別為58.51天和64小時。雖然90Y的半衰期短，但它與其母同位素鍶-90（90Sr）處於長期平衡狀態（即產生率接近衰變率），實際半衰期為29年。
所有3族元素的原子序都是奇數，所以穩定同位素很少。釔只有一種穩定同位素89Y，這也是它唯一一種自然同位素。在S-過程當中，經其他途徑產生的同位素有足夠時間進行β衰變（中子轉換為質子，並釋放電子和反微中子）。中子數為50、82和126的原子核（原子量分別為90、138和208）特別穩定，所以這種慢速過程使這些同位素能夠保持其較高的豐度。89Y的質量數和中子數分別靠近90和50，所以其豐度也較高。
釔的人工合成同位素已知至少有32種，原子質量數在76和108之間。其中最不穩定的同位素為106Y，半衰期只有>150納秒（76Y的半衰期為>200納秒）；最穩定的則為88Y，半衰期為106.626天。91Y、87Y和90Y的半衰期分別為58.51天、79.8小時和64小時，而其餘所有人造同位素的半衰期都在一天以下，大部份甚至不到一小時。
質量數在88或以下的釔同位素的主要衰變途徑是正電子發射（質子→中子），形成鍶（原子序為38）的同位素；質量數在90或以上的則進行電子發射（中子→質子），形成鋯（原子序為40）的同位素。另外質量數在97或以上的同位素亦會進行少量β−緩發中子發射。
釔的同核異構體至少有20種，質量數在78和102之間。80Y和97Y的同核異構體超過一個。釔的大部份同核異構體的穩定性都比基態更低，但78mY、84mY、85mY、96mY、98m1Y、100mY和102mY的半衰期都比它們的基態更高。這是因為這些同核異構體都進行β衰變，而不進行同核異構體轉換。

## 歷史
1787年，同時為陸軍中尉和兼職化學家的卡爾·阿克塞爾·阿列紐斯（Carl Axel Arrhenius）在瑞典伊特比村（現屬於斯德哥爾摩群島）附近的一處舊採石場發現了一塊黑色大石。他認為這是一種未知礦石，含有當時新發現的鎢元素，並將其命名為「Ytterbite」。樣本被送往多個化學家作進一步分析。

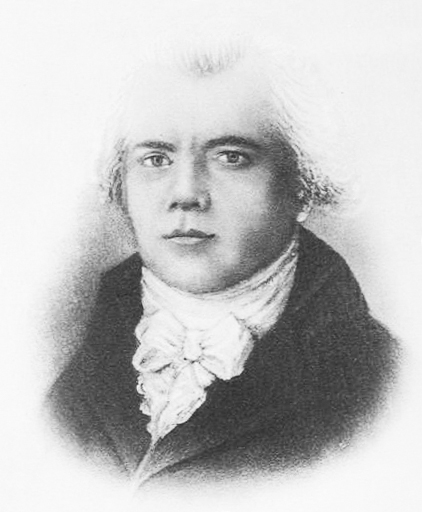
氧化釔的發現者約翰·加多林

奧布皇家學院的約翰·加多林於1789年在阿列紐斯的樣本中發現了一種新的氧化物，並於1794發佈完整的分析結果。安德斯·古斯塔夫·埃克貝格（Anders Gustaf Ekeberg）在1797年證實了這項發現，並把氧化物命名為「Yttria」。在安東萬·拉瓦節提出首個近代化學元素定義之後，人們認為氧化物都能夠還原成元素，所以發現新氧化物就等同於發現新元素。對應於Yttria的元素因此被命名為「Yttrium」。
1843年，卡爾·古斯塔夫·莫桑德（Carl Gustaf Mosander）發現，該樣本中其實含有三種氧化物：白色的氧化釔（Yttria）、黃色的氧化鋱（Erbia）以及玫紅色的氧化鉺（Terbia）。1878年，讓-夏爾·加利薩·德馬里尼亞（Jean Charles Galissard de Marigna）分離出第四種氧化物氧化鐿。這四種氧化物所含的新元素都以伊特比命名，除釔以外還有鐿（Ytterbium）、鋱（Terbium）和鉺（Erbium）。在接下來的數十年間，科學家又在加多林的礦石樣本中發現了7種新元素。馬丁·海因里希·克拉普羅特（Martin Heinrich Klaproth）後將這種礦物命名為加多林礦（Gadolinite，即矽鈹釔礦），以紀念加多林為發現這些新元素所做出的貢獻。
1828年，弗里德里希·維勒把無水三氯化釔和鉀一同加熱，首次產生了釔金屬：
{\displaystyle {\ce {YCl3 + 3 K -> 3 KCl + Y}}}
釔的化學符號最初是Yt，直到1920年代初才開始轉為Y。
1987年，科學家發現釔鋇銅氧具有高溫超導性質。它是第二種被發現擁有這種性質的物質，而且是第一種能在氮的沸點以上達到超導現象的物質。

## 存量

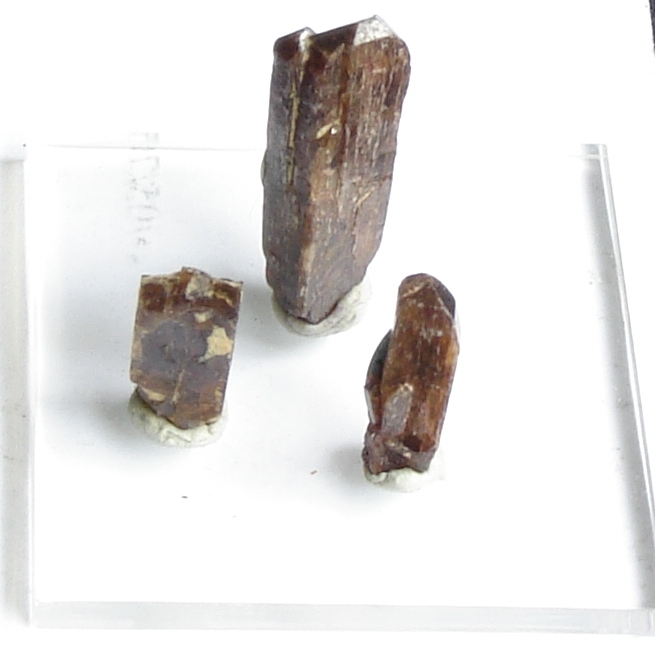
磷釔礦含有釔，圖為磷釔礦晶體。

### 豐度
釔元素出現在大部份稀土礦物和某些鈾礦中，但從不以單質出現。釔在地球地殼中的豐度約為百萬分之31，在所有元素中排第28位，是銀豐度的400倍。泥土中的釔含量介乎百萬分之10至150間（去水後平均重量佔百萬分之23），在海水中含量為一兆（萬億）分之9。美國阿波羅計劃期間從月球採得的岩石樣本中含有較高的釔含量。
釔元素沒有已知的生物用途，但幾乎所有生物體內都存在少量的釔。進入人體後，釔主要積累在肝、腎、脾、肺和骨骼當中。一個人體內一共只有約0.5毫克的釔，而人乳則含有百萬分之4的釔。在食用植物中，釔的含量在百萬分之20至100之間（鮮重），其中以捲心菜為最高；木本植物種子中的含量為百萬分之700，是植物中已知最高的。

### 生產
釔的化學性質與鑭系元素非常相似，所以經過各種自然過程，這些元素都一同出現在稀土礦中。
稀土元素共有四種來源：

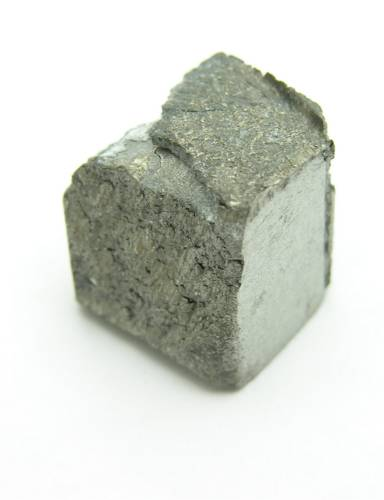
釔很難從其他稀土元素中分離出來。圖為釔金屬塊。

- 含碳酸鹽和氟化物的礦石，如氟碳鈰礦（英语：Bastnäsite）（[(Ce, La, …)(CO3)F]），平均釔含量為0.1%。[5][42]1960年代至1990年代間，氟碳鈰礦的主要來源是美國加州山口（Mountain Pass）稀土礦場，因此美國是這段時期稀土元素的最大產國。[42][44]
- 獨居石（即磷鈰鑭礦，[(Ce, La, …)PO4]）是一種漂沙沉積物，為花崗岩移動及重力分離之後的產物。獨居石含2%[42]（或3%）[45]的釔。20世紀初的最大礦藏位於印度和巴西，兩國當時是最大產國。[42][44]
- 磷釔礦是一種含有稀土元素的磷酸鹽礦物，其中包括磷酸釔（YPO4），礦物的釔含量約為60%。[42]最大礦藏是位於中國內蒙古的白雲鄂博鐵礦。在1990年代山口稀土礦場關閉之後，中國繼而成為目前稀土元素的最大產國。[42][44]
- 離子吸附型粘土是花崗岩的風化產物，含1%的稀土元素。[42]處理後的精礦的釔含量可以達到8%。離子吸附型粘土主要在中國南部開採生產。[42][44][46]釔也出現在鈮釔礦（英语：Samarskite-(Y)）和褐鈮釔礦（英语：Fergusonite）中。[39]

從混合氧化物礦中提取純釔的其中一種方法是把樣本溶於硫酸，再以離子交換層析法進行分離。加入草酸後，草酸釔會沉澱出來。草酸釔在氧氣中加熱，會轉化為氧化釔，再與氟化氫反應後變為氟化釔。使用季銨鹽作為萃取劑，釔會維持水溶狀態。以硝酸鹽作抗衡離子，可以去除輕鑭系元素；以硫氰酸鹽作抗衡離子，可以去除重鑭系元素。這種過程可以產生純度為99.999%的釔。一般釔佔重稀土元素混合物的三分之二，所以為了方便分離其他的稀土元素，須先移除釔元素。
全球氧化釔年產量在2001年達到600噸，儲備量估計有9百萬噸。鈣鎂合金可以把三氟化釔還原成海綿狀釔金屬，如此生產出的釔金屬每年不到10噸。電弧爐所達到的1,600 °C溫度足以熔化釔金屬。

## 應用

### 日用品
氧化釔（Y
2O

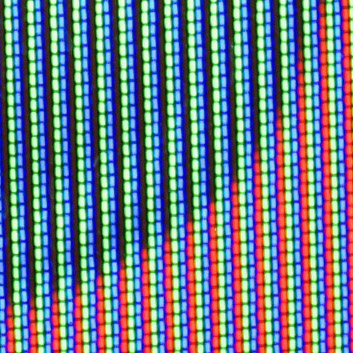
釔是其中一種用於陰極射線管電視機螢屏中紅色磷光體的元素。

3）可以做摻Eu3+過程中所用的主體晶格，以及正釩酸釔YVO4:Eu3+或氧硫化釔Y
2O
2S:Eu3+磷光體的反應劑。這些磷光體在彩色電視機的顯像管中能產生紅光。實際上紅光是銪所產生的，釔只是把电子枪的能量傳遞到磷光體上。釔化合物還可以為不同鑭系元素陽離子做摻雜過程的主體晶格，除了Eu3+外，還有能發出綠光的摻Tb3+磷光體。氧化釔可以在多孔氮化矽的生產過程中作燒結添加劑。它還是材料科學中的常用原料，許多釔化合物的合成也需要從氧化釔開始。
釔同位素可以催化乙烯的聚合反應。一些高性能火花塞的電極以釔金屬作為材料。在丙烷燈網罩的生產過程中，釔可以代替具有放射性的釷元素。
釔穩定氧化鋯是一種正在研發當中的材料，可以做固態電解質，以及在汽車排氣系統中用於探測氧含量。

### 石榴石

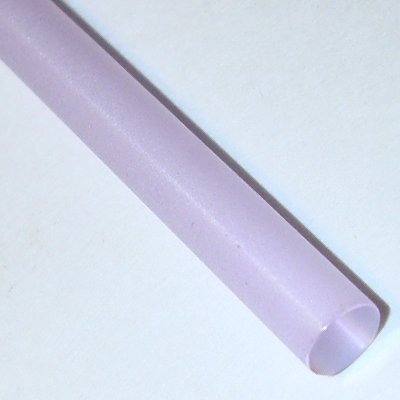
直徑0.5厘米的Nd:YAG激光晶棒

釔可以用來生產各種合成石榴石。釔鐵石榴石（Y
3Fe
5O
12，簡稱YIG）是十分有效的微波電子濾波器，生產就需用到氧化釔。釔、鐵、鋁和釓石榴石（如Y3(Fe,Al)5O12和Y3(Fe,Ga)5O12）具有重要的磁性質。釔鐵石榴石是一種高效聲能發射器和傳感器。釔鋁石榴石（Y
3Al
5O
12，簡稱YAG）的莫氏硬度為8.5，能當寶石作首飾之用（人造鑽石）。摻鈰的釔鋁石榴石（YAG:Ce）晶體可用在白色發光二極體的磷光體中。
釔鋁石榴石、氧化釔、氟化釔鋰（LiYF
4）和正釩酸釔（YVO
4）可以用在近紅外線激光器中，可用的摻雜劑包括釹、鉺和鐿。釔鋁石榴石激光器能夠在大功率下運作，可應用在金屬鑽孔和切割上。單個釔鋁石榴石晶體一般是經由柴可拉斯基法生產出來的。

### 材料增強
添加少量的釔（0.1%至0.2%）可以降低鉻、鉬、鈦和鋯的晶粒度。它也可以增強鋁合金和鎂合金的材料強度。在合金中加入釔，可以降低加工程序的難度，使材料能抵抗高溫再結晶，並且大大提高對高溫氧化的抵禦能力。
釔還能對釩以及其他非鐵金屬進行去氧。氧化釔可以穩定立方氧化鋯的結構，使它適合作為首飾。
科學家正在研究釔的球化性質，這可能有助生產球墨鑄鐵。如此生產出來的鑄鐵具有較高的延展性（石墨形成小球，而非薄片）。氧化釔熔點高，可抵抗衝擊，且熱膨脹係數也較低，因此能用來製造陶瓷和玻璃，例如某些照相機鏡頭。

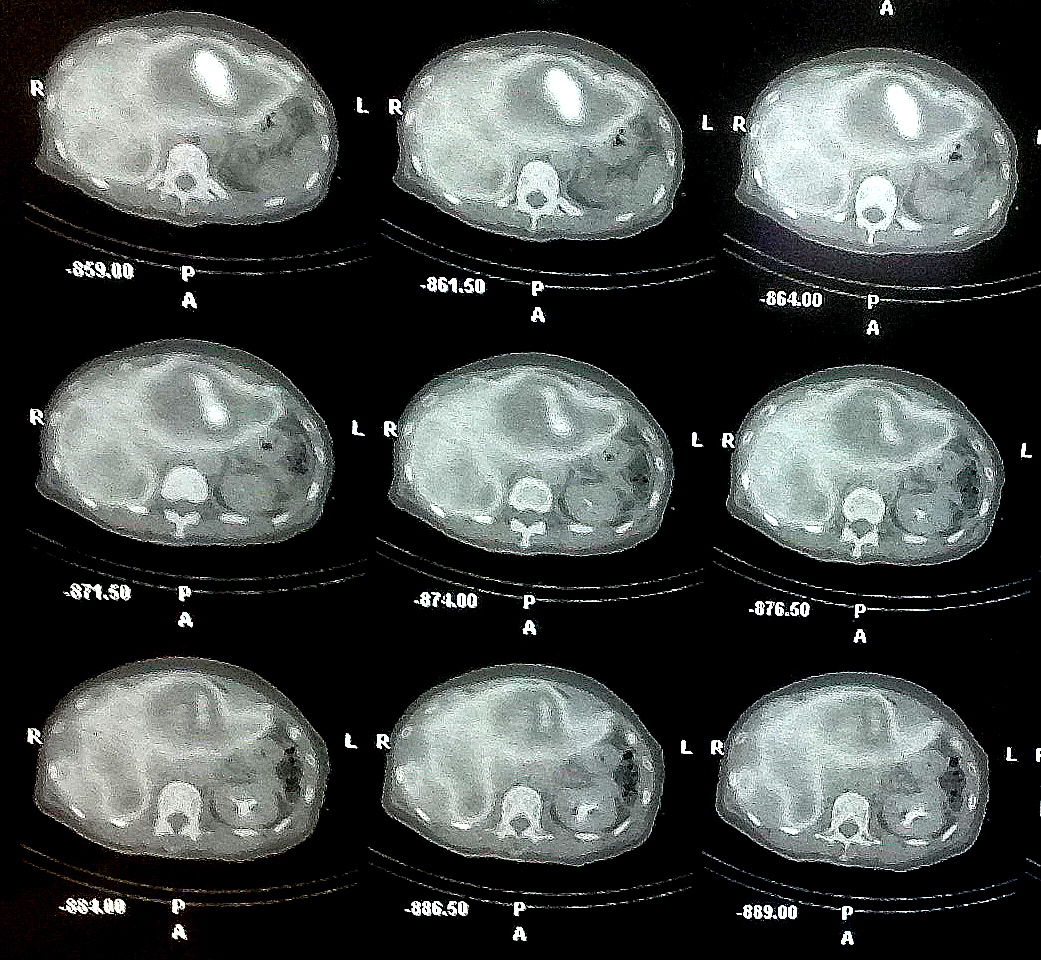
釔90局部放射線療法，術前會以同位素進行流體模擬測試

### 醫學
釔-90是一種放射性同位素，被用在依多曲肽及替伊莫單抗等抗癌藥物中，可治療淋巴癌、白血病、卵巢癌、大腸癌、胰腺癌和骨癌等等。該藥物會附在單克隆抗體上，與癌症細胞結合後以釔-90的強烈β輻射把癌細胞中的DNA產生變異，經過半衰期間內的放射曝露，之後經由生物轉殖的特性，致使癌細胞DNA無法繼續往下轉錄繁衍，一般被仍定為成功的治療，約需經過3-6個月的觀察週期而論。不過釔-90仍舊屬於局部放射療法之一，仍舊可能帶給患者急性肝衰竭等不可預期的傷害。
用釔-90做的針頭可以比解剖刀更加精確，可用於割斷脊髓裡的疼痛神經。在治療類風濕性關節炎時，釔-90還能用在發炎關節的滑膜切除術中，特別針對膝蓋部位。
曾有實驗在犬類身上用摻釹的釔鋁石榴石激光來進行前列腺切除術，手術由機械人協助，能夠降低對周邊神經等組織的損傷。摻鉺的釔鋁石榴石則開始被用在磨皮整容手術上。

### 超導體

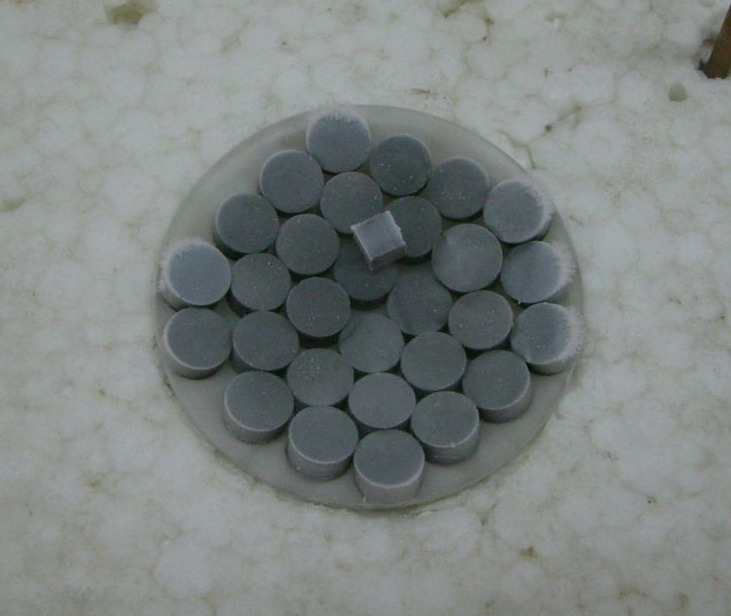
釔鋇銅氧超導體

1987年，阿拉巴馬大學和休斯頓大學研發了釔鋇銅氧（YBa2Cu3O7，又稱YBCO或1-2-3）超導體。它可以在93 K溫度下運作，比液氮的沸點（77.1 K）要高。其他超導體都必須使用價格更高的液氦降溫，所以這項發現能降低成本。
實際超導材料的化學式為YBa2Cu3O7–d，其中d必須低於0.7才會使材料成為超導體。具體原因未知，但目前科學家知道在晶體內只有某些位置會出現空缺，即位於氧化銅平面和鏈上。這造成銅原子擁有奇特的氧化態，這再因某種原因引致了超導性質。
BCS理論在1957年被發佈之後，人們對低溫超導的認知已經非常詳盡了。這種現象與兩顆電子在一個晶格當中的特殊交互作用相關。然而高溫超導卻在這一理論的解釋範圍外，其確切原理仍是未知的。實驗所得出的結果指出，材料中氧化銅份量必須十分準確才能帶出超導性質。
這一物質呈黑綠色，為一多晶、多相態礦物。科學家正在研究一類成份比例不同的物質，稱為鈣鈦礦，並希望能最終研發出一種更為實用的高溫超導體。

## 安全性
水溶釔化合物具微毒性，但非水溶化合物則不具毒性。動物實驗顯示，釔及其化合物會造成肝和肺的破壞，但不同化合物的毒性程度各異。老鼠在吸入檸檬酸釔後，產生肺水腫和呼吸困難，吸入氯化釔後則有肝性水腫、胸腔積液及肺充血等症狀。
釔化合物對人類可引致肺病。釩酸釔銪飄塵會對人的眼部、皮膚和上呼吸道有輕微的刺激，但這可能是飄塵的釩成份所導致的，而不是釔。短期暴露在大量釔化合物中，會引致呼吸急促、咳嗽、胸部疼痛以及發紺。美國國家職業安全衛生研究所（NIOSH）所建議的允許暴露限值為1 mg/m3，超過500 mg/m3時屬於「即時對生命或健康造成危險」。雖然成塊的釔金屬在空氣中相對穩定，但釔金屬粉末卻屬於易燃物。

## 備註
1. ↑  參見：幻數。這些原子核的中子捕獲截面很低，所以穩定性異常高。(Greenwood 1997，第12–13頁)這些同位素不易發生β衰變，所以擁有較高的豐度。
2. ↑  同核異構體亦稱亞穩態，其能量比處於基態的原子核更高。亞穩態在釋放伽馬射線或轉換電子之後，才會回到基態。亞穩態以同位素質量數旁的「m」表示。
3. ↑  「Ytterbite」取自發現地村名「Ytterby」，而「-bite」則是礦物的通用後綴。
4. ↑  Stwertka 1998, p. 115稱加多林在1789年發現該氧化物，但未指何時發佈。Van der Krogt 2005引用原文獻，并註明1794年加多林著。
5. ↑  氧化物名稱均以「-a」結尾，而新元素名則一般以「-ium」結尾。
6. ↑  鋱和鉺的名稱分別是Terbium和Erbium，但兩者的氧化物卻分別稱為「Erbium」和「Terbium」，拼法相反。
7. ↑  釔鋇銅氧的超導臨界溫度（Tc）為93 K，而氮的沸點為77 K。

## 書目
- Daane, A. H. . Hampel, Clifford A.  (编). . New York: Reinhold Book Corporation. 1968: 810–821. LCCN 68-29938.
- Emsley, John. . . Oxford, England, UK: Oxford University Press. 2001: 495–498. ISBN 0-19-850340-7.
- Gadolin, Johan. . Kongl. Vetenskaps Academiens Nya Handlingar. 1794, 15: 137–155.
- Greenwood, N. N.; Earnshaw, A.  2nd. Oxford: Butterworth-Heinemann. 1997. ISBN 0-7506-3365-4.
- Stwertka, Albert. .  Revised. Oxford University Press. 1998: 115–116. ISBN 0-19-508083-1.
- van der Krogt, Peter. . Elementymology & Elements Multidict. 2005-05-05  [2008-08-06]. （原始内容存档于2021-05-12）.

## 外部連結
- 元素钇在洛斯阿拉莫斯国家实验室的介紹（英文）
- —— 钇（英文）
- 元素钇在The Periodic Table of Videos（諾丁漢大學）的介紹（英文）
- 元素钇在Peter van der Krogt elements site的介紹（英文）
- WebElements.com – 钇（英文）